# 巴西工党
巴西工党（葡萄牙语：Partido Trabalhista Brasileiro，缩写为PTB）是1945年成立的巴西政黨，原名民主勞動黨。雖然名為「工黨」，但现在实际上是一个右翼至极右翼的政黨。该党最近表现出对博索纳罗政府的大力支持，还从更右翼的角度提出政策。
2023年11月9日，與愛國者合併，組建民主復興黨。

## 歷史
在1950年代曾經是巴西的執政黨。1964年军事政变后被迫停止活动。1981年重新组建。1985年巴西恢復民主政治后，曾參加多個右派聯合政府。